# Sam Morsy
Pour les articles homonymes, voir Morsy (homonymie).
Samy Sayed Morsy, né le 10 septembre 1991 à Wolverhampton, est un footballeur international égyptien. Il joue au poste de milieu de terrain au Koweït SC.

## Biographie
Il atteint la finale du Football League Trophy en 2014 avec le club de Chesterfield, en étant battu par l'équipe de Peterborough United.
Il joue son premier match en équipe d'Égypte le 30 août 2016, en amical contre la Guinée (score : 1-1).
Il remporte la troisième division anglaise en 2016 avec le club de Wigan. Le 31 août 2016, il est prêté à Barnsley.
Il fait partie de la liste des 23 joueurs égyptiens sélectionnés pour disputer la Coupe du monde de 2018 en Russie.
Le 11 septembre 2020, il rejoint  Middlesbrough.

## Palmarès
- Chesterfield FC :
  - Champion de League Two en 2014.
  - Finaliste du Football League Trophy en 2014.

- Wigan Athletic :
  - Champion de League One en 2016 et 2018.

- Ipswich Town
  - Vice-champion de League One en 2023.

- - Vice-champion de Championship (D2) en 2024

### Distinction individuelle
- Membre de l'équipe type de League One (troisième division) en 2023[4]